# Lagoa Manguaba
Lagoa Manguaba är en lagun i Brasilien.   Den ligger i delstaten Alagoas, i den östra delen av landet, 1 500 km nordost om huvudstaden Brasília. Lagoa Manguaba ligger 1 meter över havet. Arean är 42 kvadratkilometer. Den sträcker sig 14,5 kilometer i nord-sydlig riktning, och 9,5 kilometer i öst-västlig riktning.
Följande samhällen ligger vid Lagoa Manguaba:
- Marechal Deodoro (50 571 invånare)
- Pilar (30 617 invånare)

Omgivningarna runt Lagoa Manguaba är en mosaik av jordbruksmark och naturlig växtlighet. Runt Lagoa Manguaba är det ganska tätbefolkat, med 129 invånare per kvadratkilometer.